# Charleston (Tennessee)
Charleston és una població dels Estats Units a l'estat de Tennessee. Segons el cens del 2000 tenia 630 habitants.

## Demografia
Segons el cens del 2000, Charleston tenia 630 habitants, 265 habitatges, i 182 famílies. La densitat de població era de 248,2 habitants/km².
Dels 265 habitatges en un 24,9% hi vivien nens de menys de 18 anys, en un 56,2% hi vivien parelles casades, en un 9,8% dones solteres, i en un 31,3% no eren unitats familiars. En el 29,1% dels habitatges hi vivien persones soles el 12,5% de les quals corresponia a persones de 65 anys o més que vivien soles. El nombre mitjà de persones vivint en cada habitatge era de 2,38 i el nombre mitjà de persones que vivien en cada família era de 2,92.
Per edats la població es repartia de la següent manera: un 22,5% tenia menys de 18 anys, un 8,3% entre 18 i 24, un 26,7% entre 25 i 44, un 26,8% de 45 a 60 i un 15,7% 65 anys o més.
L'edat mediana era de 39 anys. Per cada 100 dones de 18 o més anys hi havia 88,4 homes.
La renda mediana per habitatge era de 33.750 $ i la renda mediana per família de 40.781 $. Els homes tenien una renda mediana de 31.389 $ mentre que les dones 18.333 $. La renda per capita de la població era de 18.586 $. Entorn del 5,7% de les famílies i el 8,6% de la població estaven per davall del llindar de pobresa.

## Poblacions més properes
El següent diagrama mostra les poblacions més properes.